# 唐山镇 (淮南市)
唐山镇，是中华人民共和国安徽省淮南市谢家集区下辖的一个乡镇级行政单位。

## 行政区划
唐山镇下辖以下地区：
山口社区、乳山村、邱岗村、廿店村、平山村、东津村、新塘村、九里村、施咀村、砂里岗村、莲花村、李咀村和尚安村。